# استیل-کوآ
استیل-کوآ (به انگلیسی: Acetyl-CoA) با فرمول شیمیایی C۲۳H۳۸N۷O۱۷P۳S یک ترکیب شیمیایی با شناسه پاب‌کم ۴۴۴۴۹۳ و جرم مولی آن ۸۰۹٫۵۷ g/mol می‌باشد که از ترکیب کوآنزیم آ با استیل ایجاد می‌شود.کوآنزیم آ نقش مهمی در سلول دارد و در 4% واکنش‌های آنزیمی سلول مشارکت دارد از جمله در چرخه موالونات و چرخه اسید سیتریک .
در اولین مرحله چرخه اسید سیتریک ابتدا استیل کوآنزیم A که ماده‌ای ۲ کربنه است با اگزالو استات که ۴ کربن دارد وارد واکنش شده و کوآنزیم آ از آن جدا می‌شود و پیروات اکسید می‌شود. محصول نهای این واکنش Citrate + CoA-SH است.
در چرخه موالونات داخل سلول آنزیم  HMG-CoA ردوکتاز تبدیل HMG-CoA را به موالونات کاتالیز میکند. مسیر سوخت و ساز موالونات یک مسیر متابولیکی بسیار مهم در یوکاریوتها و بسیاری از باکتریها است که نهایتاً به تولید بسیاری از ترکیبات مهم مانند کلسترول ، ایزوپرونئیدها (ترپن‌ها مانند لیکوپن ، کاروتن ، اسکوالن ، اوکالیپتول و پینن )می‌انجامد.  

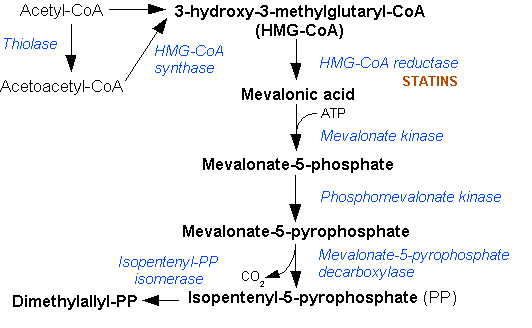
Mevalonate pathway